# Оратино
Оратѝно (на италиански: Oratino) е село и община в Южна Италия, провинция Кампобасо, регион Молизе. Разположено е на 795 m надморска височина. Населението на общината е 1529 души (към 2010 г.).